# Janowo (gmina Dominowo)
Janowo – osada leśna w Polsce położona w województwie wielkopolskim, w powiecie średzkim, w gminie Dominowo.
W latach 1975–1998 miejscowość administracyjnie należała do województwa poznańskiego.
W lesie koło Janowa znajduje się miejsce pamięci ku czci pamięci bohaterów Armii Krajowej. Obok kapliczki znajduje się Kamienny Krąg Pamięci Ruchu Oporu i Walki Wielkopolski lat 1939-45. Odsłonięty został 19 września 2004.